# Comparex
Die Comparex AG war bis 2019 ein eigenständiges internationales Unternehmen für IT-Dienstleistungen mit Hauptsitz in Leipzig. Am 1. Februar 2019 wurde COMPAREX von SoftwareONE übernommen. Ab dem 1. April 2019 setzte ein Rebrandingprozess bei allen ehemaligen Comparex-Gesellschaften ein, mit dem Ziel, einheitlich unter der Marke SoftwareONE am Markt aufzutreten.

## Geschäftsfeld
Das Hauptgeschäftsfeld der Comparex AG umfasste das Management von Software-Lizenzen und -Nutzungsrechten, Beratungs- und Service-Leistungen sowie die Entwicklung von Cloud-Computing-Lösungen.

## Unternehmensstruktur
Die Executive Group der Comparex AG bestand aus dem Vorstand und den Vice Presidents.

### Vorstand
Der Vorstand der Comparex AG setzt sich aus Thomas Reich, CEO und Vorstandsvorsitzender seit Dezember 2017, sowie CFO seit Juni 2009 und Marc Betgem, CSO seit Juli 2016, zusammen.

### Aufsichtsrat
Der Aufsichtsrat der Comparex AG besteht aus den fünf Mitgliedern Michael Kafesie (Vorsitzender), Nikolaus Brajkovic, Andreas Fleischmann, Oliver van Haentjens und Thomas Muchar.

### Anteilseigner
Anfang Oktober 2018 übernahm der Wettbewerber SoftwareONE sämtliche Anteile der Comparex AG.

### Beteiligungen
Durch Akquisitionen und Neugründungen hält die Comparex AG weltweit Anteile an verschiedenen Unternehmen.
| 2015 | Akquisition: Dataserv Information Technologies Inc. (Türkei) Akquisition: amando software GmbH (Deutschland) Neugründung: Kanada Neugründung: Singapur                                      |
| 2014 | Akquisition: Cloudbearing Inc. (USA) Akquisition: PERIFEL (Periféricos Electrónicos, S.A. de C.V.) (Mexiko) Akquisition: 2S Gestao de Ativos de Software Ltda. Geschäftseinheit (Brasilien) |
| 2013 | Akquisition: Agile Software B.V: & InfraControl B.V. (Niederlande) Neugründung: USA |
| 2012 | Akquisition: Datalog Software AG (Deutschland) Neugründung: Bulgarien, Indonesien |
| 2011 | Akquisition: Iris Unified Technology Pvt. Ltd. (Indien) |

## Standorte
Durch verschiedene Akquisitionen in den vergangenen Jahren ist die Comparex AG mittlerweile in über 35 Ländern weltweit vertreten.

## Geschichte
Comparex wurde 1986 als Gemeinschaftsunternehmen zwischen Siemens und BASF zur Vermarktung von Mainframes der OEMs Hitachi und Fujitsu gegründet. Ende 1988 stieg Siemens aus dem Unternehmen aus. Danach wurden nur noch Systeme der Firma Hitachi vermarktet. BASF übernahm erst 1991 100 % der Anteile.
1994 übernahm Comparex den Umbau des ehemaligen Regierungsbunkers im Schwarzwald zum privatwirtschaftlich geführten Hochsicherheitsrechenzentrum.
Nach Umsatzeinbrüchen im Jahr 1995 gab BASF 40 % der Comparex-Anteile an den Dienstleister Persetel aus Südafrika und zog sich nach Übergabe von 75 % der Anteile im Jahr 1998 schließlich 1999 ganz zurück.
Im Jahre 2002 fand ein Management buy-out statt. Um Comparex bildete sich die Partnerschaft TDMI, die 2009 insolvent ging. Nach deren Insolvenz im Jahr 2009 gründete PC-Ware mit ehemaligen Mitarbeitern der COMPAREX die neue Firma COMPAREX PC-Ware Deutschland GmbH.
PC-WARE wurde 1990 von Knut Löschke als GmbH gegründet. Im Jahr 1998 wurde sie in eine Aktiengesellschaft umgewandelt. Am 5. Mai 2000 folgte die Notierung an der Frankfurter Wertpapierbörse.
Nach der Übernahme mehrerer lokaler Unternehmen aus Sachsen in den Jahren 1999 und 2000 erfolgte zum 1. April 2001 der Kauf der europäischen Tochtergesellschaften der amerikanischen Unternehmen Programmer's Paradise Inc., die unter anderem unter dem Namen Logicsoft firmierten, womit sich der Tätigkeitsbereich erstmals über die Grenzen Deutschlands ausdehnte.
2002 erfolgte eine 70-Prozent-Mehrheitsbeteiligung an der BISON Systems AG in der Schweiz, die seit April 2007 unter dem Namen PC-Ware auftrat. 2003 wechselte PC-Ware in den Prime Standard der Frankfurter Wertpapierbörse.
Im März 2006 erfolgte die Übernahme der Ravenholm-Unternehmensgruppe, die vor allem in Skandinavien aktiv ist. Inzwischen wurden alle Unternehmen unter dem Namen PC-Ware umfirmiert. Am 1. Juni 2007 wurden mehrere Comparex-Gesellschaften übernommen, deren Umfirmierung aufgrund der sich deutlich unterscheidenden Geschäftsbereiche derzeit nicht geplant ist. Durch diese Übernahmen stieg bis zum Jahresende 2010 die weltweite Mitarbeiterzahl auf über 1.700.
Eigene Neugründungen von Tochtergesellschaften erfolgten bisher in Algerien, China, Serbien, Indien, Kasachstan, Russland, Rumänien, Südafrika und der Ukraine.
Am 13. Oktober 2008 hat die Raiffeisen Informatik, ein Unternehmen der Raiffeisen Bankengruppe Österreich, ihre Absicht bekannt gegeben, sich strategisch an PC-Ware beteiligen zu wollen. Daraufhin hatte die Raiffeisen Informatik GmbH mit einer sofortigen Kapitalerhöhung von PC-Ware über ihr Konzernunternehmen Peruni Holding GmbH 36,6 Millionen Euro in PC-Ware eingebracht und im Rahmen eines darauffolgenden freiwilligen öffentlichen Übernahmeangebots etwa 73 Prozent der Anteile an PC-Ware erworben.
Knut Löschke war bis 24. Juni 2009 Vorstandsvorsitzender und hielt 13 Prozent der Aktien des Unternehmens. Sein Vertrag als Vorstandsvorsitzender war Ende 2007 vom Aufsichtsrat vorfristig bis zum Jahr 2013 verlängert worden, jedoch veränderte der Einstieg der Raiffeisen Bankengruppe Ende 2008 die Mehrheitsverhältnisse der Kapitaleigner. Deshalb legten Löschke und der Finanzvorstand Tillmann Blaschke ihre Ämter nieder. Klaus Elsbacher wurde vom Aufsichtsrat zum neuen Vorstandsvorsitzenden bestellt, Hansjörg Egger zum Vorstand für das Ressort Operations/Organisation und Thomas Reich zum Finanzvorstand. Am 9. September 2009 wurden die Bereiche Hardwarevertrieb und hardwarenahe Dienstleistungen geschlossen. Im März 2010 verkaufte Löschke seine Aktienanteile an die Peruni Holding GmbH, die mittlerweile über einen Squeeze-out hundert Prozent der PC-Ware-Anteile hält. In der Folge widerrief das Unternehmen mit Wirkung zum 24. Januar 2011 die Zulassung der PC-Ware-Stammaktien an der Frankfurter Wertpapierbörse.
Am 20. März 2010 wurde aus der Schweizer PC-Ware Systems die Comparex Schweiz AG. Am 13. April 2010 trat das Management der Comparex Schweiz AG unter Leitung von Oliver Schalch zurück. Die Bison Schweiz AG ist eine Tochtergesellschaft der Bison Holding AG, die mit dreißig Prozent am Kapital der Comparex Schweiz AG beteiligt ist. Gleichzeitig ist die Bison Schweiz AG auch eine wichtige Kundin der Comparex Schweiz AG. Peter Jung hat seit 2007 die Leitung der Comparex Central Europe inne.
Das Systemhaus PC-Ware und seine Tochtergesellschaften in weltweit 28 Ländern firmieren künftig einheitlich unter der Marke Comparex, die Umbenennung der deutschen Konzernmutter erfolgte am 5. Mai 2011.
Die aus der PC-Ware Gesellschaft für Industrieinformatik Leipzig mbH hervorgegangene PC-Ware AG übernahm zum 1. Juni 2007 zwei Comparex-Tochterunternehmen mit Aktivitäten in Österreich, Spanien, Tschechien, der Slowakei, Slowenien, Polen, Ungarn sowie Rumänien.
Beide Firmen gehörten zuvor zur niederländischen Comparex Group.
Comparex Deutschland selbst wurde daraufhin von der niederländischen TDM-Holding gekauft.
Seit 2011 firmiert die PC-Ware AG unter dem Namen Comparex AG und gehört zu 100 % der Peruni-Holding, einer Tochtergesellschaft der Raiffeisen Informatik.

Historisches Logo der PC-Ware Information Technologies AG

Anfang Oktober 2018 übernahm der Wettbewerber SoftwareONE sämtliche Anteile der Comparex AG.
2020 folgten auch rechtliche Verschmelzungen auf die SoftwareONE.